# 内灘町
内灘町（うちなだまち）は、石川県の中西部に位置する町。

## 地理
河北郡に所属しており、北西側は日本海に面する。南にある県庁所在地の金沢市を中心とした金沢都市圏に、東の津幡町、北のかほく市と共に含まれる。町域のほとんどが内灘砂丘である。河北潟、大野川などがある。日本海側には防風林として松やニセアカシアが植えられている。
東西の距離2.9km、南北の距離9.0kmの広袤（こうぼう）を持つ。最高海抜高度は58.51m。

### 隣接している自治体
- 金沢市、かほく市、津幡町

### 地域区分
内灘町は河北潟放水路を境に、南部地域と北部地域に区分される
。
- 南部地域：向粟崎、アカシア、旭ケ丘、緑台、千鳥台、向陽台、鶴ケ丘、大根布、大清台、大学、ハマナス
- 北部地域：宮坂、西荒屋、室、湖西、白帆台

## 歴史
内灘砂丘は加賀地方（石川県南部）における最初の石器発見地として知られており、また、大根布や宮坂、西荒屋の各砂丘からは縄文時代中期から古墳時代の石斧をはじめ、石包丁や石匙、鏃、玉製品が多く出土していることから、内灘町域には古くから人々が住んでいたとされる。
しかし、古代から中世へかけての内灘町の歴史は、未だに解明されていない事象が多く、内灘町が歴史資料に初めて登場したのは、平安時代の927年（延長5年）に発刊された『延喜式神名帳』に小濱神社が名を連ねてからであり、この地に式内社があったということから、集落が古い時代から形成されていたとされる。
江戸時代になると、加賀藩の支配下となり、今の内灘町にあたる集落群が金津組や十村組として組織された。
明治維新後から第二次世界大戦前、内灘町は遠洋漁業が盛んとなり、また、粟崎遊園が建設されるなど近代化が進んだ。
戦後、1952年（昭和27年）から砂丘地の大部分が在日米軍に接収され米軍砲弾試射場が建設された。ここで、反基地運動の先駆けとなる内灘闘争が起こった。1957年（昭和32年）に米軍は撤収した。この間に試射場の補償事業として公共施設や道路が建設された。
その後、沿岸漁業が不振になり、1957年（昭和32年）の国営砂丘地干拓事業の竣工、1958年（昭和33年）から1963年（昭和38年）の河北潟埋立事業による増田などの農業振興政策が進展した他、家内工業的繊維産業が発展した。
1962年（昭和37年）1月に町制を施行し、金沢市近郊という地理的条件から住宅団地造成が相次ぎ、金沢市のベッドタウンとして人口が急増し、教育、文化施設や都市発展基盤の整備が進められた。1970年（昭和45年）には火力発電所建設計画が持ち上がり、住民らによる激しい反対運動が展開された。
2024年1月1日、能登半島地震が発生。内灘町では震度5弱を観測した。1月8日現在、人的被害は報告されていないが、液状化現象などにより家屋や道路などに甚大な被害を及ぼしている。

### 沿革
- 1889年（明治22年）4月1日：町村制の施行により、向粟崎村、大根布村、宮坂村、黒津船地内、西荒屋村及び室村の区域をもって、内灘村が発足する[2]。
- 1962年（昭和37年）1月1日：町制施行して、内灘町となる[2]。『内灘町歌』を制定。
- 2024年（令和6年）1月1日：能登半島地震により家屋などに甚大な被害が及ぶ。

## 人口
| |                                        |  |
| 内灘町と全国の年齢別人口分布（2005年） | 内灘町の年齢・男女別人口分布（2005年） |  |
| ■紫色 ― 内灘町 ■緑色 ― 日本全国 | ■青色 ― 男性 ■赤色 ― 女性              |  |
| 内灘町（に相当する地域）の人口の推移 \| 1970年（昭和45年） \| 10,890人 \| \| \| 1975年（昭和50年） \| 16,870人 \| \| \| 1980年（昭和55年） \| 20,814人 \| \| \| 1985年（昭和60年） \| 23,032人 \| \| \| 1990年（平成2年） \| 24,688人 \| \| \| 1995年（平成7年） \| 26,367人 \| \| \| 2000年（平成12年） \| 26,560人 \| \| \| 2005年（平成17年） \| 26,896人 \| \| \| 2010年（平成22年） \| 26,927人 \| \| \| 2015年（平成27年） \| 26,987人 \| \| \| 2020年（令和2年） \| 26,574人 \| \| |                                        |  |
| 総務省統計局 国勢調査より |                                        |  |
| 1970年（昭和45年） | 10,890人                               |  |
| 1975年（昭和50年） | 16,870人                               |  |
| 1980年（昭和55年） | 20,814人                               |  |
| 1985年（昭和60年） | 23,032人                               |  |
| 1990年（平成2年） | 24,688人                               |  |
| 1995年（平成7年） | 26,367人                               |  |
| 2000年（平成12年） | 26,560人                               |  |
| 2005年（平成17年） | 26,896人                               |  |
| 2010年（平成22年） | 26,927人                               |  |
| 2015年（平成27年） | 26,987人                               |  |
| 2020年（令和2年） | 26,574人                               |  |

## 行政

### 町長
| 歴代村長 | 歴代村長 | 歴代村長     | 歴代村長                   | 歴代村長                   | 歴代村長 |
| 代       | 人       | 氏名         | 就任                       | 退任                       | 備考     |
| -------- | -------- | ------------ | -------------------------- | -------------------------- | -------- |
| 1        | 1        | 出島啓       | 1889年（明治22年）6月5日   | 1892年（明治25年）5月28日  |          |
| 2        | 2        | 中島四郎兵衛 | 1893年（明治26年）6月24日  | 1897年（明治30年）6月23日  |          |
| 3        | 2        | 中島四郎兵衛 | 1897年（明治30年）6月29日  | 1901年（明治34年）6月28日  |          |
| 4        | 2        | 中島四郎兵衛 | 1901年（明治34年）8月24日  | 1903年（明治36年）8月26日  |          |
| 5        | 2        | 中島四郎兵衛 | 1903年（明治36年）10月14日 | 1907年（明治40年）10月13日 |          |
| 6        | 2        | 中島四郎兵衛 | 1907年（明治40年）12月20日 | 1911年（明治44年）4月12日  |          |
| 7        | 3        | 上前善右衛門 | 1911年（明治44年）9月19日  | 1912年（大正元年）11月1日  |          |
| 8        | 4        | 駒井伊三郎   | 1912年（大正元年）11月19日 | 1916年（大正5年）11月18日  |          |
| 9        | 5        | 山崎菊三郎   | 1916年（大正5年）12月4日   | 1920年（大正9年）12月3日   |          |
| 10       | 6        | 中本嘉右衛門 | 1920年（大正9年）12月21日  | 1924年（大正13年）12月20日 |          |
|          | 6        | 中本嘉右衛門 | 1924年（大正13年）12月24日 | 1925年（大正14年）4月25日  | [ 5 ]    |
|          |          | 岡村祐之     | 1925年（大正14年）4月25日  | 1925年（大正14年）5月1日   | [ 6 ]    |
|          | 7        | 武山豊三     | 1925年（大正14年）5月1日   | 1925年（大正14年）9月28日  | [ 5 ]    |
| 11       | 7        | 武山豊三     | 1925年（大正14年）9月28日  | 1926年（大正15年）10月15日 |          |
| 12       | 8        | 宮崎貫之     | 1927年（昭和2年）4月8日    | 1931年（昭和6年）4月7日    |          |
| 13       | 8        | 宮崎貫之     | 1931年（昭和6年）4月8日    | 1933年（昭和8年）5月5日    |          |
| 14       | (5)      | 山崎菊三郎   | 1933年（昭和8年）5月9日    | 1937年（昭和12年）5月7日   |          |
| 15       | 9        | 出山長太郎   | 1937年（昭和12年）5月15日  | 1941年（昭和16年）1月10日  |          |
| 16       | 9        | 出山長太郎   | 1941年（昭和16年）1月14日  | 1945年（昭和20年）1月13日  |          |
| 17       | 9        | 出山長太郎   | 1945年（昭和20年）1月14日  | 1946年（昭和21年）11月11日 |          |
| 18       | 10       | 中新虎之助   | 1947年（昭和22年）3月20日  | 1947年（昭和22年）5月5日   |          |
| 19       | 11       | 中山又次郎   | 1947年（昭和22年）5月6日   | 1951年（昭和26年）4月3日   |          |
| 20       | 11       | 中山又次郎   | 1951年（昭和26年）4月24日  | 1953年（昭和28年）10月17日 |          |
| 21       | 12       | 中本長松     | 1953年（昭和28年）11月10日 | 1954年（昭和29年）9月14日  |          |
| 22       | 13       | 中村小重     | 1954年（昭和29年）10月17日 | 1958年（昭和33年）10月16日 |          |
| 23       | 13       | 中村小重     | 1958年（昭和33年）10月17日 | 1961年（昭和36年）12月31日 |          |
| 歴代町長 |          |              |                            |                            |          |
| 代       | 人       | 氏名         | 就任                       | 退任                       | 備考     |
| 1        | 1        | 中村小重     | 1962年（昭和37年）1月1日   | 1962年（昭和37年）10月16日 |          |
| 2        | 1        | 中村小重     | 1962年（昭和37年）10月17日 | 1966年（昭和41年）10月16日 |          |
| 3        | 2        | 中本長吉     | 1966年（昭和41年）10月17日 | 1970年（昭和45年）10月16日 |          |
| 4        | 2        | 中本長吉     | 1970年（昭和45年）10月17日 | 1973年（昭和48年）1月18日  |          |
| 5        | (1)      | 中村小重     | 1973年（昭和48年）2月11日  | 1977年（昭和52年）2月10日  |          |
| 6        | (1)      | 中村小重     | 1977年（昭和52年）2月11日  | 1981年（昭和56年）2月10日  |          |
| 7        | 3        | 出山昭二     | 1981年（昭和56年）2月11日  | 1985年（昭和60年）2月10日  |          |
| 8        | 3        | 出山昭二     | 1985年（昭和60年）2月11日  | 1989年（平成元年）2月10日  |          |
| 9        | 4        | 岩本秀雄     | 1989年（平成元年）2月11日  | 1993年（平成5年）2月10日   |          |
| 10       | 4        | 岩本秀雄     | 1993年（平成5年）2月11日   | 1997年（平成9年）2月10日   |          |
| 11       | 4        | 岩本秀雄     | 1997年（平成9年）2月11日   | 2001年（平成13年）2月10日  |          |
| 12       | 4        | 岩本秀雄     | 2001年（平成13年）2月11日  | 2005年（平成17年）2月10日  |          |
| 13       | 5        | 八十出泰成   | 2005年（平成17年）2月11日  | 2009年（平成21年）2月10日  |          |
| 14       | 5        | 八十出泰成   | 2009年（平成21年）2月11日  | 2013年（平成25年）2月10日  |          |
| 15       | 6        | 川口克則     | 2013年（平成25年）2月11日  | 2017年（平成29年）2月10日  |          |
| 16       | 6        | 川口克則     | 2017年（平成29年）2月11日  | 2021年（令和3年）2月10日   |          |
| 17       | 6        | 川口克則     | 2021年（令和3年）2月11日   | 2025年（令和7年）２月10日  |          |
| 18       | 7        | 生田勇人     | 2025年（令和7年）2月11日   | 現職                       |          |

## 議会

### 内灘町議会
- 定数：13人
- 任期：2023年5月1日 - 2027年4月30日[9]
- 議長：七田満男
- 副議長：夷藤満

### 石川県議会
- 選挙区：河北郡選挙区（津幡町、内灘町）
- 定数：2人
- 任期：2023年4月30日 - 2027年4月29日
- 投票日：2023年4月9日
- 当日有権者数：52,264人
- 投票率：36.05%

| 候補者名 | 当落 | 年齢 | 党派名     | 新旧別 | 得票数  |
| -------- | ---- | ---- | ---------- | ------ | ------- |
| 焼田宏明 | 当   | 65   | 自由民主党 | 現     | 9,057票 |
| 太田臣宣 | 当   | 55   | 自由民主党 | 現     | 8,008票 |
| 倉知昭一 | 落   | 87   | 無所属     | 新     | 1,306票 |

### 衆議院
- 選挙区：石川3区（七尾市、輪島市、珠洲市、羽咋市、かほく市、津幡町、内灘町、志賀町、宝達志水町、中能登町、穴水町、能登町）
- 任期：2024年10月27日 - 2028年10月26日
- 投票日：2024年10月27日
- 当日有権者数：230,800人
- 投票率：62.50％

| 当落 | 候補者名 | 年齢 | 所属党派   | 新旧別 | 得票数   | 重複 |
| ---- | -------- | ---- | ---------- | ------ | -------- | ---- |
| 当   | 近藤和也 | 50   | 立憲民主党 | 前     | 77,247票 | ○    |
| 比当 | 西田昭二 | 55   | 自由民主党 | 前     | 61,308票 | ○    |
|      | 南章治   | 69   | 日本共産党 | 新     | 3,438票  |      |

## 経済

### 産業
- 砂丘地を利用した野菜農業が盛ん。干拓地では酪農も行われており、県内の牛乳の出荷量の30%を占める。
- 工業は繊維工業が中心だが、最近は衰退傾向にある。
- 商業は、住宅地に日用品を供給するスーパーマーケットが中心。2007年11月23日には大型商業施設のコンフォモール内灘がオープンした。
- 沿岸漁業が小規模に行われている。

### 産業別人口 （2000年）
- 第1次産業 159人
- 第2次産業 4,511人
- 第3次産業 9,082人

## 姉妹都市・提携都市
羽幌町（北海道）
 猿払村（同上）
- 明治25年頃に更なる漁場を求め北海道の地を訪れた内灘漁民が、猿払村にてホタテの貝場を開拓し、八尺網漁法を普及させたことにより、国内随一の漁獲量を誇る今日の猿払村ホタテ漁の礎を築いたことから。

 中華人民共和国江蘇省蘇州市呉江区：1993年10月7日提携（当時は呉広市、2012年に市轄区に昇格）
 台湾新竹県竹北市：2018年5月16日友好交流都市協定締結

## 地域

### 公共機関

#### 警察
- 石川県警察津幡警察署（河北郡津幡町）が管轄する。
  - 内灘交番

#### 消防
- 内灘町消防本部

#### 郵便局
- 内灘町には、集配郵便局がなく、金沢市の粟崎郵便局が管轄となっている。

直営郵便局
- 内灘郵便局
- 鶴ヶ丘郵便局
- 内灘向陽台郵便局

簡易郵便局
- 金沢医科大学病院内簡易郵便局
- 西荒屋簡易郵便局

#### 医療

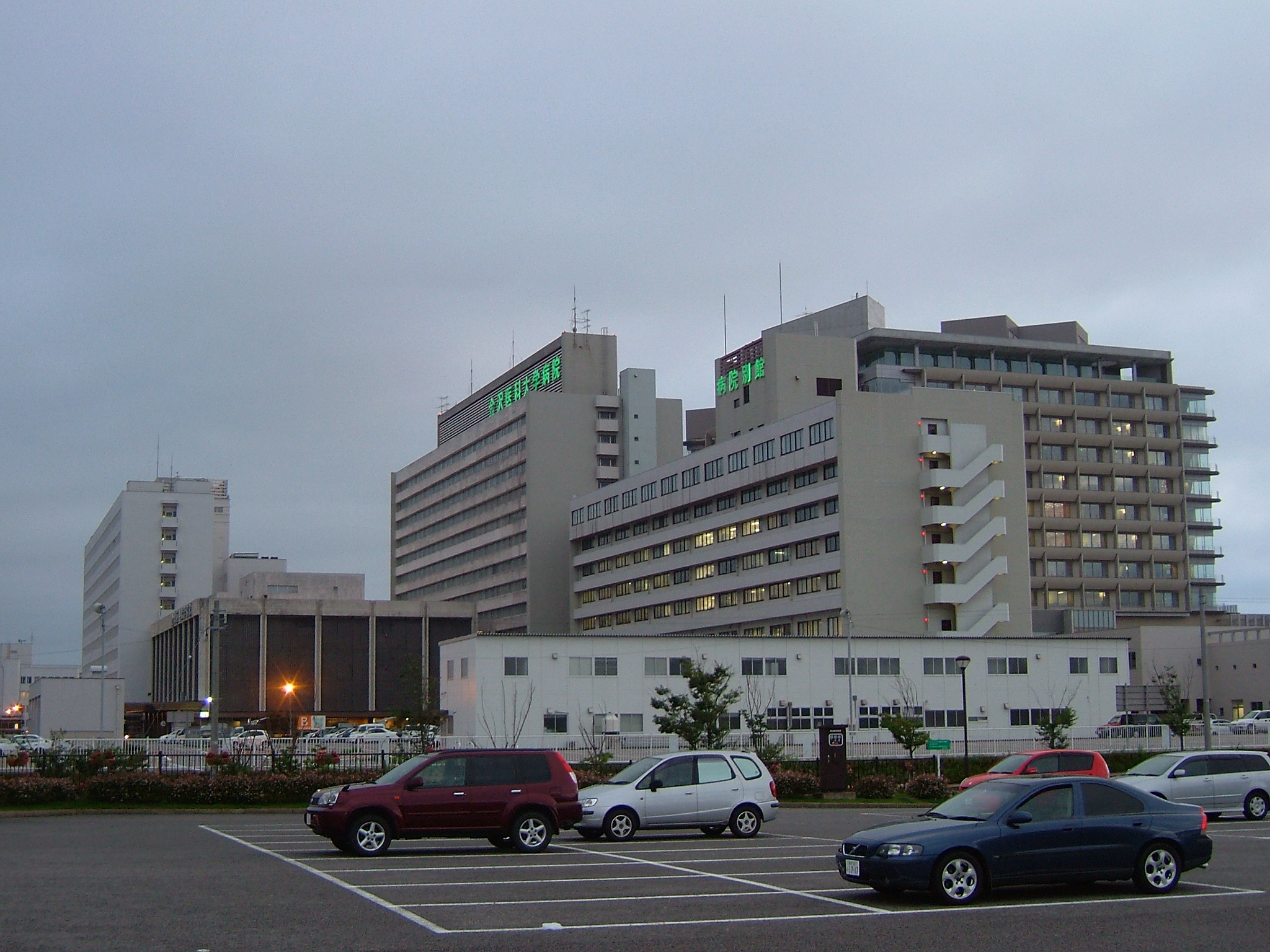
金沢医科大学病院

- 金沢医科大学病院

#### 国の行政機関
- 農林水産省
  - 北陸農政局
    - 西北陸土地改良調査事務所
      - 河北潟分室（内灘町役場庁舎内）

    - 河北潟周辺農地防災事業所（内灘町役場庁舎内）

### 教育
- 内灘町立大根布小学校
- 内灘町立鶴ヶ丘小学校
- 内灘町立清湖小学校
- 内灘町立西荒屋小学校
- 内灘町立向粟崎小学校
- 内灘町立白帆台小学校
- 内灘町立内灘中学校
- 石川県立内灘高等学校
- 石川県立児童生活指導センター
- 金沢医科大学
- 内灘町立図書館
- 誠美幼稚園

## 交通

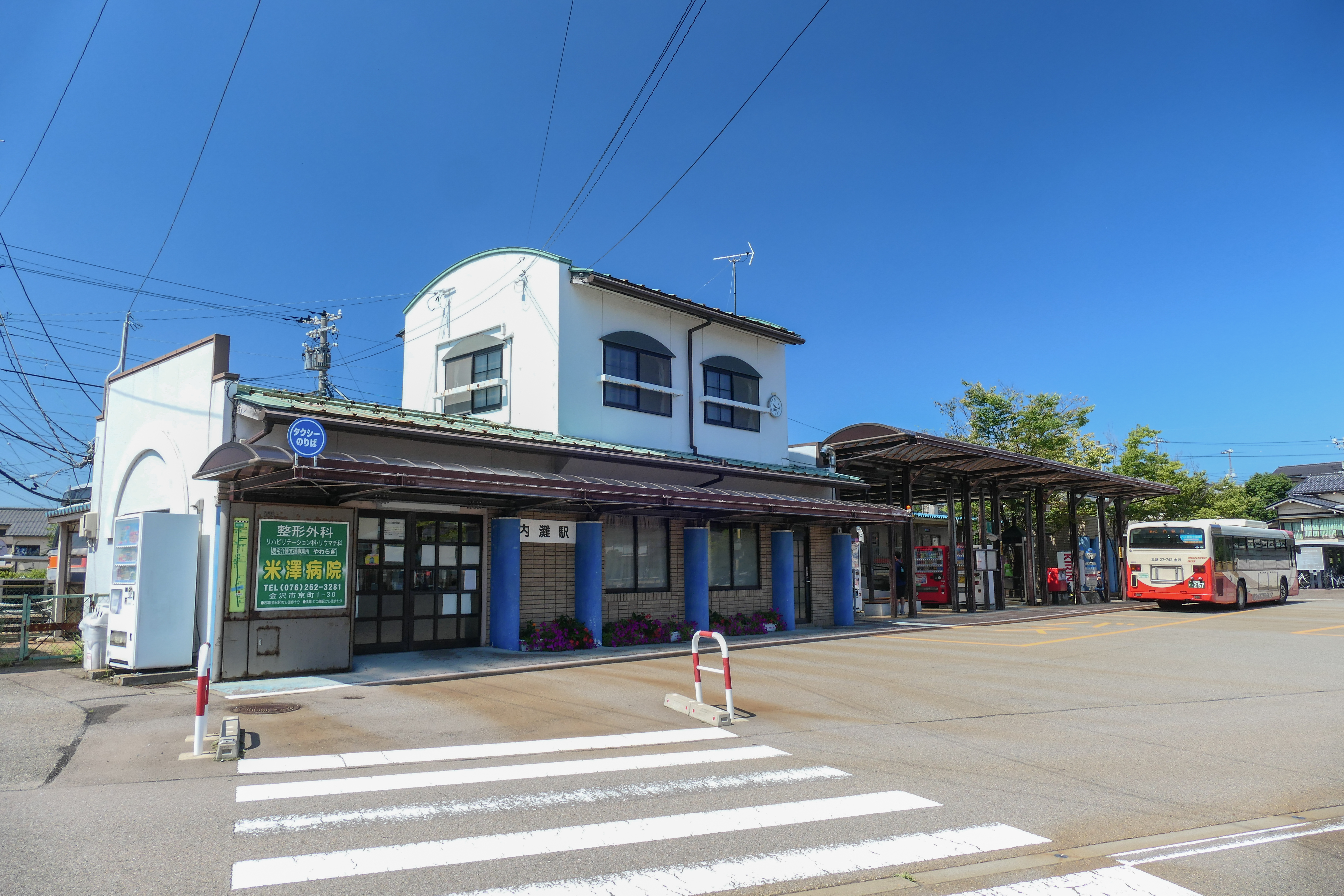
内灘駅

### 鉄道路線
- 北陸鉄道浅野川線
  - 粟ヶ崎駅 - 内灘駅

### 道路
都道府県道
- のと里山海道
  - 内灘IC
  - 内灘白帆台IC
- 石川県道8号松任宇ノ気線
- 石川県道60号金沢田鶴浜線
- 石川県道60号金沢田鶴浜線・能登海浜自転車道
- 石川県道162号高松内灘線：沿道に道の駅内灘サンセットパークが所在
- 石川県道200号向粟崎安江町線

### 路線バス
北鉄バスグループの北鉄金沢バスがJR金沢駅から北陸鉄道浅野川線内灘駅に至る路線や、内灘駅を基点に金沢医科大学病院、白帆台ニュータウン方面へ至る路線を運行している。後者のほぼすべての便が北陸鉄道浅野川線と接続し、内灘駅への列車到着と合わせている。このほか北鉄奥能登バスの特急バスも医大病院と向陽台に停車している。

### コミュニティバス

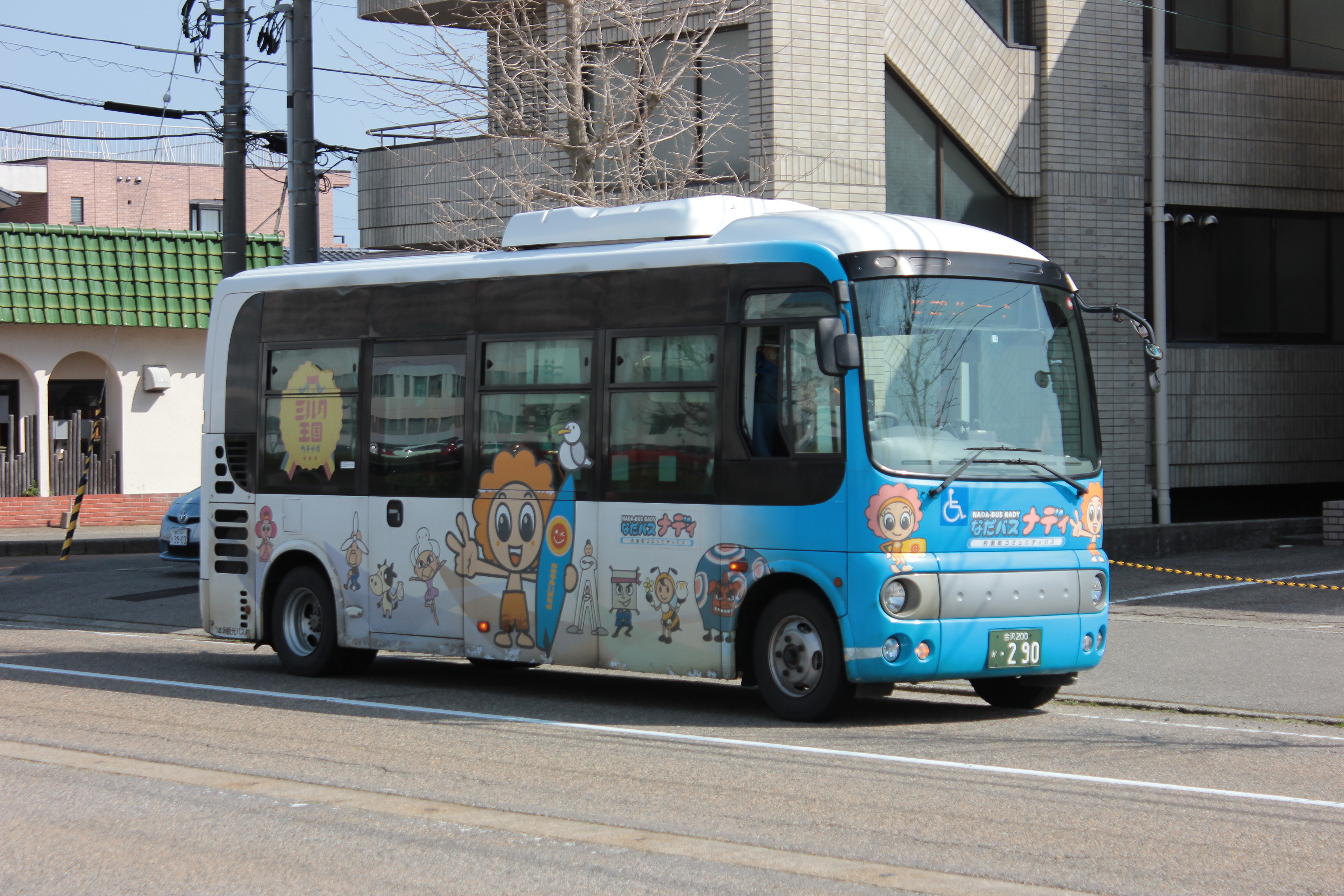
「なだバス ナディ」の車両（日本海観光バス）

内灘町コミュニティバス「なだバス ナディ」を運行している。「全町ルート」（90分間隔）と「南部ルート」（60分間隔）、「ひがしルート・にしルート」を運行しており、日本海観光バスに運行を委託している。キャラクターがラッピングされた小型の車体を使用し、全路線・全区間1乗車につき100円均一運賃で運行している。なお、浅野川線とは接続していないほか、最終便も比較的早い。
- 全町ルート：内灘町役場 - 内灘駅 - コンフォモール内灘 - 内灘町役場 - 勤労者体育センター - 室 - 勤労者体育センター - 金沢医科大学病院 - 内灘町役場
- 南部ルート：内灘町役場 - 内灘駅 - 内灘中学校前 - 保健センター前 - 勤労者体育センター - 内灘町役場
- ひがしルート
- にしルート

## マスメディア
新聞
- 北國新聞内灘支局

ケーブルテレビ
- 金沢ケーブルのサービスエリアとなっている。

## 名所・旧跡・観光スポット・祭事・催事
- 世界の凧の祭典

5月に内灘海岸にて行われ、非常に様々な凧が揚げられる、世界規模の凧の祭典。地元の学校が製作した大凧の掲揚などでは、単なる掲揚にとどまらず、安定性や上がった高さ、デザインなどの観点から、順位が決められ、表彰されるなど、凧の町内灘を象徴する祭りである。このほかにも内灘町では、凧に関する様々な催しが開かれる。（主催：内灘町世界の凧の祭典実行委員会、石川テレビ放送）
- ビーチベースボール北陸大会 in 内灘

7月または8月に開催。内灘海岸にて行われ、7人制の三角ベースボールを基本としたニュースポーツである。
- 小濱神社秋季祭礼
- 内灘町民夏祭り

7月下旬に開催。町総合グラウンドに特設ステージが建てられ、歌や踊りの披露、盆踊りなど、様々な催しが行われ、9時からは花火大会も開催される。小濱神社秋期祭礼の連合会による獅子舞実演や、隠し芸大会なども開催された。
- 河北潟
- 道の駅内灘サンセットパーク
- 内灘展望温泉
- 内灘総合公園
- 風車（サンセットウイング）
- サンセットブリッジ内灘（2009年4月1日に恋人の聖地として認定された。）
- 小濱神社および権現森
- 内灘海水浴場、権現森海水浴場、西荒屋海水浴場

## 内灘町を舞台とした作品

### 小説
- 三島由紀夫『美しい星』：海岸で空飛ぶ円盤を見る
- 五木寛之『内灘夫人』『恋歌』
- 井上靖『北の海』『北国』

### 漫画
- 『天野めぐみはスキだらけ!』（ねこぐち、2015年 - 2021年）

### 映画
- 『非行少女』（浦山桐郎監督、1963年）
- 『黒い家』（森田芳光監督、1999年）

## 出身人物
- 北安博：元プロ野球選手
- 坂上樹大：競輪選手
- 坂上忠克：競輪選手
- ねこぐち：漫画家
- 松村玲郎：北陸放送アナウンサー
- 英洸貴：プロボクサー
- 瀬戸杏華：バレーボール選手（PFUブルーキャッツ）[13]